# Salamanga

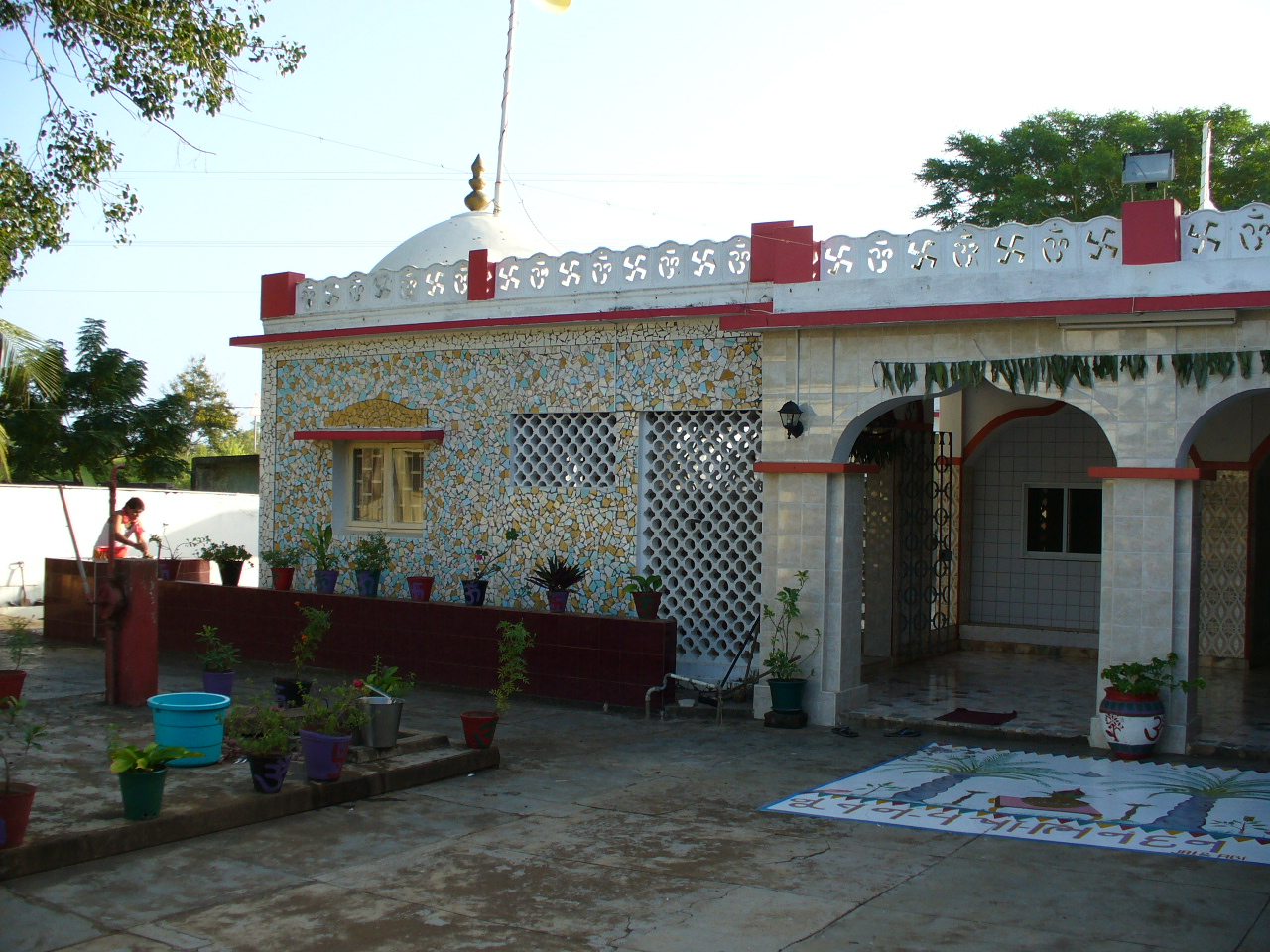
Templo indu, Salamanga

Salamanga é uma povoação moçambicana, sendo administrativamente uma localidade situada no posto de Missevene, do distrito da Matutuíne, na província de Maputo.

## Transporte
É servida por um terminal dum ramal do Caminho de Ferro de Goba. O principal tráfego é calcário, que é utilizado na fabricação de cimento. Em 2008, US$ 8 milhões foram investidos na reconstrução da linha.

## Religião
A povoação tem um templo hindu cuja construção foi concluída em 1914.